# Martin von Muralt
Martin von Muralt (geboren am 28. März 1773 in Zürich; gestorben am 5. Dezember 1830 ebenda) war ein Schweizer Bildhauer des Klassizismus.
Einen Teil seiner Ausbildung absolvierte er bei Joseph Anton Maria Christen. Von 1794 bis 1816 war er Schüler von Philipp Jakob Scheffauer. Von ihm sind nur Reliefs bekannt. Martin von Muralt war gehörlos.

## Werke
- Marmornes Reliefmedaillon mit Bildnis des Königs Friedrich von Württemberg, um 1810 (Schloss Ludwigsburg)
- Reliefmedaillon des Zaren Paul I. von Russland (Schloss Ludwigsburg)
- Marmorrelief Kronprinz Wilhelm, um 1815.
- Sandsteinrelief für das Grabmal von Frau von Misani (Hoppenlaufriedhof Stuttgart)